# België op het wereldkampioenschap voetbal 2022
België was een van de deelnemende landen aan het wereldkampioenschap voetbal 2022 in Qatar. Het was de veertiende deelname voor het land. Roberto Martínez was de bondscoach. België werd uitgeschakeld in de groepsfase na een zege tegen Canada, een nederlaag tegen Marokko en een gelijkspel tegen Kroatië. 

## Kwalificatie

### Kwalificatieduels
|                                                |                                                  |         |            |                                                                                                 |
| 24 maart 2021 «onderlinge duels» 20.45 (UTC+1) | België                                           | 3 – 1   | Wales      | Stadion: King Power at Den Dreef Stadion, Heverlee Toeschouwers: 0 Scheidsrechter: Cüneyt Çakır |
| 24 maart 2021 «onderlinge duels» 20.45 (UTC+1) | De Bruyne 22' T. Hazard 28' R. Lukaku 72' (pen.) | Verslag | 11' Wilson | Stadion: King Power at Den Dreef Stadion, Heverlee Toeschouwers: 0 Scheidsrechter: Cüneyt Çakır |
| 24 maart 2021 «onderlinge duels» 20.45 (UTC+1) |                                                  |         |            | Stadion: King Power at Den Dreef Stadion, Heverlee Toeschouwers: 0 Scheidsrechter: Cüneyt Çakır |
| 24 maart 2021 «onderlinge duels» 20.45 (UTC+1) |                                                  |         |            | Stadion: King Power at Den Dreef Stadion, Heverlee Toeschouwers: 0 Scheidsrechter: Cüneyt Çakır |
|                                                |                                                  |         |            |                                                                                                 |

|                                                |            |         |               |                                                                               |
| 27 maart 2021 «onderlinge duels» 20.45 (UTC+1) | Tsjechië   | 1 – 1   | België        | Stadion: Sinobo Stadium, Praag Toeschouwers: 0 Scheidsrechter: William Collum |
| 27 maart 2021 «onderlinge duels» 20.45 (UTC+1) | Provod 50' | Verslag | 60' R. Lukaku | Stadion: Sinobo Stadium, Praag Toeschouwers: 0 Scheidsrechter: William Collum |
| 27 maart 2021 «onderlinge duels» 20.45 (UTC+1) |            |         |               | Stadion: Sinobo Stadium, Praag Toeschouwers: 0 Scheidsrechter: William Collum |
| 27 maart 2021 «onderlinge duels» 20.45 (UTC+1) |            |         |               | Stadion: Sinobo Stadium, Praag Toeschouwers: 0 Scheidsrechter: William Collum |
|                                                |            |         |               |                                                                               |

|                                                |                                                                                 |         |             |                                                                                                   |
| 30 maart 2021 «onderlinge duels» 20.45 (UTC+2) | België                                                                          | 8 – 0   | Wit-Rusland | Stadion: King Power at Den Dreef Stadion, Heverlee Toeschouwers: 0 Scheidsrechter: Donatas Rumšas |
| 30 maart 2021 «onderlinge duels» 20.45 (UTC+2) | Batshuayi 14' Vanaken 17', 89' Trossard 38', 74' Doku 42' Praet 49' Benteke 70' | Verslag |             | Stadion: King Power at Den Dreef Stadion, Heverlee Toeschouwers: 0 Scheidsrechter: Donatas Rumšas |
| 30 maart 2021 «onderlinge duels» 20.45 (UTC+2) |                                                                                 |         |             | Stadion: King Power at Den Dreef Stadion, Heverlee Toeschouwers: 0 Scheidsrechter: Donatas Rumšas |
| 30 maart 2021 «onderlinge duels» 20.45 (UTC+2) |                                                                                 |         |             | Stadion: King Power at Den Dreef Stadion, Heverlee Toeschouwers: 0 Scheidsrechter: Donatas Rumšas |
|                                                |                                                                                 |         |             |                                                                                                   |

|                                                   |                   |         |                                                     |                                                                                                  |
| 2 september 2021 «onderlinge duels» 21.45 (UTC+3) | Estland           | 2 – 5   | België                                              | Stadion: A. Le Coq Arena, Tallinn Toeschouwers: 6.685 Scheidsrechter: Guillermo Cuadra Fernández |
| 2 september 2021 «onderlinge duels» 21.45 (UTC+3) | Käit 2' Sorga 83' | Verslag | 22' Vanaken 29', 52' R. Lukaku 65' Witsel 76' Foket | Stadion: A. Le Coq Arena, Tallinn Toeschouwers: 6.685 Scheidsrechter: Guillermo Cuadra Fernández |
| 2 september 2021 «onderlinge duels» 21.45 (UTC+3) |                   |         |                                                     | Stadion: A. Le Coq Arena, Tallinn Toeschouwers: 6.685 Scheidsrechter: Guillermo Cuadra Fernández |
| 2 september 2021 «onderlinge duels» 21.45 (UTC+3) |                   |         |                                                     | Stadion: A. Le Coq Arena, Tallinn Toeschouwers: 6.685 Scheidsrechter: Guillermo Cuadra Fernández |
|                                                   |                   |         |                                                     |                                                                                                  |

|                                                   |                                             |         |          |                                                                                               |
| 5 september 2021 «onderlinge duels» 20.45 (UTC+2) | België                                      | 3 – 0   | Tsjechië | Stadion: Koning Boudewijnstadion, Brussel Toeschouwers: 21.416 Scheidsrechter: Michael Oliver |
| 5 september 2021 «onderlinge duels» 20.45 (UTC+2) | R. Lukaku 8' E. Hazard 41' Saelemaekers 65' | Verslag |          | Stadion: Koning Boudewijnstadion, Brussel Toeschouwers: 21.416 Scheidsrechter: Michael Oliver |
| 5 september 2021 «onderlinge duels» 20.45 (UTC+2) |                                             |         |          | Stadion: Koning Boudewijnstadion, Brussel Toeschouwers: 21.416 Scheidsrechter: Michael Oliver |
| 5 september 2021 «onderlinge duels» 20.45 (UTC+2) |                                             |         |          | Stadion: Koning Boudewijnstadion, Brussel Toeschouwers: 21.416 Scheidsrechter: Michael Oliver |
|                                                   |                                             |         |          |                                                                                               |

|                                                   |             |         |           |                                                                                            |
| 8 september 2021 «onderlinge duels» 21.45 (UTC+3) | Wit-Rusland | 0 – 1   | België    | Stadion: Centraalstadion, Kazan (Rusland) Toeschouwers: 0 Scheidsrechter: Paweł Raczkowski |
| 8 september 2021 «onderlinge duels» 21.45 (UTC+3) |             | Verslag | 33' Praet | Stadion: Centraalstadion, Kazan (Rusland) Toeschouwers: 0 Scheidsrechter: Paweł Raczkowski |
| 8 september 2021 «onderlinge duels» 21.45 (UTC+3) |             |         |           | Stadion: Centraalstadion, Kazan (Rusland) Toeschouwers: 0 Scheidsrechter: Paweł Raczkowski |
| 8 september 2021 «onderlinge duels» 21.45 (UTC+3) |             |         |           | Stadion: Centraalstadion, Kazan (Rusland) Toeschouwers: 0 Scheidsrechter: Paweł Raczkowski |
|                                                   |             |         |           |                                                                                            |

|                                                   |                                        |         |           |                                                                                                 |
| 13 november 2021 «onderlinge duels» 20.45 (UTC+1) | België                                 | 3 – 1   | Estland   | Stadion: Koning Boudewijnstadion, Brussel Toeschouwers: 29.865 Scheidsrechter: Halil Umut Meler |
| 13 november 2021 «onderlinge duels» 20.45 (UTC+1) | Benteke 11' Carrasco 53' T. Hazard 74' | Verslag | 70' Sorga | Stadion: Koning Boudewijnstadion, Brussel Toeschouwers: 29.865 Scheidsrechter: Halil Umut Meler |
| 13 november 2021 «onderlinge duels» 20.45 (UTC+1) |                                        |         |           | Stadion: Koning Boudewijnstadion, Brussel Toeschouwers: 29.865 Scheidsrechter: Halil Umut Meler |
| 13 november 2021 «onderlinge duels» 20.45 (UTC+1) |                                        |         |           | Stadion: Koning Boudewijnstadion, Brussel Toeschouwers: 29.865 Scheidsrechter: Halil Umut Meler |
|                                                   |                                        |         |           |                                                                                                 |

|                                                 |           |         |               |                                                                                               |
| 16 november 2021 «onderlinge duels» 19.45 (UTC) | Wales     | 1 – 1   | België        | Stadion: Cardiff City Stadium, Cardiff Toeschouwers: 32.343 Scheidsrechter: Artur Soares Dias |
| 16 november 2021 «onderlinge duels» 19.45 (UTC) | Moore 32' | Verslag | 12' De Bruyne | Stadion: Cardiff City Stadium, Cardiff Toeschouwers: 32.343 Scheidsrechter: Artur Soares Dias |
| 16 november 2021 «onderlinge duels» 19.45 (UTC) |           |         |               | Stadion: Cardiff City Stadium, Cardiff Toeschouwers: 32.343 Scheidsrechter: Artur Soares Dias |
| 16 november 2021 «onderlinge duels» 19.45 (UTC) |           |         |               | Stadion: Cardiff City Stadium, Cardiff Toeschouwers: 32.343 Scheidsrechter: Artur Soares Dias |
|                                                 |           |         |               |                                                                                               |

### Eindstand groep E
| Pos | Team        | Wed | W | G | V | Ptn | DV | DT | +/− | Kwalificatie                                   |
| --- | ----------- | --- | - | - | - | --- | -- | -- | --- | ---------------------------------------------- |
| 1   | België      | 8   | 6 | 2 | 0 | 20  | 25 | 6  | +19 | Gekwalificeerd voor WK 2022                    |
| 2   | Wales       | 8   | 4 | 3 | 1 | 15  | 14 | 9  | +5  | Deelname aan play-offs                         |
| 3   | Tsjechië    | 8   | 4 | 2 | 2 | 14  | 14 | 9  | +5  | Geplaatst voor play-offs via de Nations League |
| 4   | Estland     | 8   | 1 | 1 | 6 | 4   | 9  | 21 | −12 |                                                |
| 5   | Wit-Rusland | 8   | 1 | 0 | 7 | 3   | 7  | 24 | −17 |                                                |

### Selectie en statistieken
Bondscoach Roberto Martínez maakte tijdens de kwalificatiecampagne gebruik van 35 spelers.
| Naam                   | GW |   |   |   |   |   |   |
| ---------------------- | -- | - | - | - | - | - | - |
| Leandro Trossard       | 7  | 2 | 0 | 0 | 0 | 4 | 1 |
| Jason Denayer          | 7  | 0 | 0 | 0 | 0 | 1 | 1 |
| Leander Dendoncker     | 7  | 0 | 1 | 0 | 0 | 4 | 0 |
| Toby Alderweireld      | 6  | 0 | 0 | 0 | 0 | 0 | 1 |
| Jan Vertonghen         | 6  | 0 | 2 | 0 | 0 | 1 | 1 |
| Timothy Castagne       | 6  | 0 | 1 | 0 | 0 | 1 | 1 |
| Hans Vanaken           | 5  | 3 | 0 | 0 | 0 | 0 | 1 |
| Thorgan Hazard         | 5  | 2 | 2 | 0 | 0 | 1 | 1 |
| Alexis Saelemaekers    | 5  | 1 | 2 | 0 | 0 | 3 | 2 |
| Thibaut Courtois       | 5  | 0 | 0 | 0 | 0 | 0 | 0 |
| Youri Tielemans        | 5  | 0 | 0 | 0 | 0 | 1 | 1 |
| Romelu Lukaku          | 4  | 5 | 2 | 0 | 0 | 0 | 2 |
| Kevin De Bruyne        | 4  | 2 | 0 | 0 | 0 | 0 | 1 |
| Christian Benteke      | 4  | 2 | 0 | 0 | 0 | 3 | 1 |
| Axel Witsel            | 4  | 1 | 1 | 0 | 0 | 0 | 0 |
| Eden Hazard            | 4  | 1 | 0 | 0 | 0 | 1 | 3 |
| Thomas Meunier         | 4  | 0 | 0 | 0 | 0 | 0 | 2 |
| Dedryck Boyata         | 4  | 0 | 0 | 0 | 0 | 1 | 0 |
| Yannick Carrasco       | 3  | 1 | 0 | 0 | 0 | 0 | 3 |
| Michy Batshuayi        | 3  | 1 | 1 | 0 | 0 | 1 | 2 |
| Thomas Foket           | 3  | 1 | 0 | 0 | 0 | 3 | 0 |
| Dries Mertens          | 3  | 0 | 0 | 0 | 0 | 1 | 2 |
| Dodi Lukebakio         | 3  | 0 | 0 | 0 | 0 | 2 | 1 |
| Dennis Praet           | 2  | 2 | 0 | 0 | 0 | 0 | 1 |
| Koen Casteels          | 2  | 0 | 0 | 0 | 0 | 0 | 0 |
| Divock Origi           | 2  | 0 | 0 | 0 | 0 | 1 | 1 |
| Charles De Ketelaere   | 2  | 0 | 0 | 0 | 0 | 1 | 1 |
| Simon Mignolet         | 1  | 0 | 0 | 0 | 0 | 0 | 0 |
| Thomas Vermaelen       | 1  | 0 | 0 | 0 | 0 | 0 | 1 |
| Nacer Chadli           | 1  | 0 | 0 | 0 | 0 | 0 | 1 |
| Jérémy Doku            | 1  | 1 | 0 | 0 | 0 | 0 | 1 |
| Adnan Januzaj          | 1  | 0 | 0 | 0 | 0 | 1 | 0 |
| Albert Sambi Lokonga * | 1  | 0 | 0 | 0 | 0 | 1 | 0 |
| Arthur Theate *        | 1  | 0 | 0 | 0 | 0 | 0 | 1 |
| Dante Vanzeir *        | 1  | 0 | 0 | 0 | 0 | 1 | 0 |

*  Spelers die tijdens een kwalificatiewedstrijd voor het WK 2022 hun debuut maakten voor België.

## WK-voorbereiding

### Wedstrijden
|                                                   |                        |       |            |                                                                                               |
| 18 november 2022 «onderlinge duels» 18:00 (UTC+3) | Egypte                 | 2 – 1 | België     | Stadion: Jaber Al-Ahmad Internationaal Stadion, Koeweit (Koeweit) Scheidsrechter: Ali Mahmoud |
| 18 november 2022 «onderlinge duels» 18:00 (UTC+3) | Mohamed 33' Hassan 46' |       | 76' Openda | Stadion: Jaber Al-Ahmad Internationaal Stadion, Koeweit (Koeweit) Scheidsrechter: Ali Mahmoud |
| 18 november 2022 «onderlinge duels» 18:00 (UTC+3) |                        |       |            | Stadion: Jaber Al-Ahmad Internationaal Stadion, Koeweit (Koeweit) Scheidsrechter: Ali Mahmoud |
| 18 november 2022 «onderlinge duels» 18:00 (UTC+3) |                        |       |            | Stadion: Jaber Al-Ahmad Internationaal Stadion, Koeweit (Koeweit) Scheidsrechter: Ali Mahmoud |
|                                                   |                        |       |            |                                                                                               |

## Het wereldkampioenschap

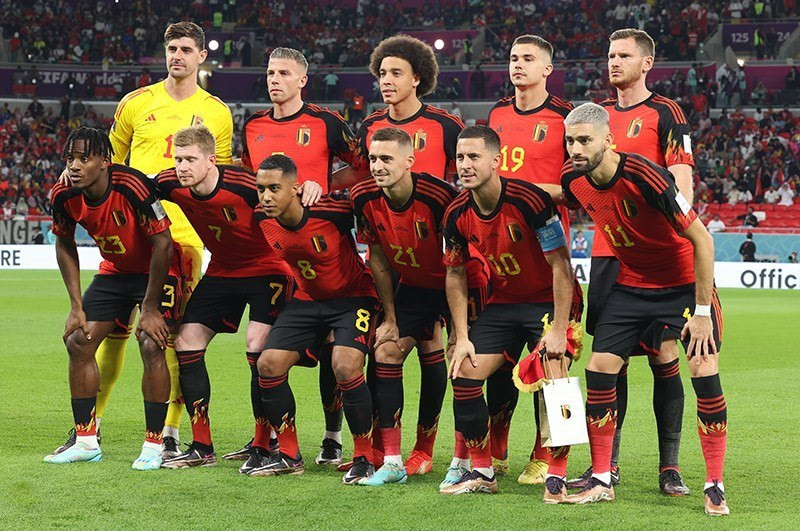
België op het WK 2022 in Qatar

Op 1 april 2022 werd er geloot voor de groepsfase van het wereldkampioenschap voetbal 2022. België werd samen met Canada, Marokko en Kroatië ondergebracht in groep F, en kreeg daardoor Ar Rayyan en Doha als speelsteden. De selectie kwam op 14 november 2022 bij elkaar op het oefencomplex in Tubeke ter voorbereiding op het wereldkampioenschap en reisde een dag later naar Koeweit, waar het nog een oefenwedstrijd speelde tegen Egypte. Meteen na de wedstrijd vertrok de selectie naar Qatar, waar het verblijft in Abu Samra. De eerste wedstrijd van België stond gepland op 23 november, tegen Canada in Ar Rayyan. De eerste wedstrijd tegen Canada werd gewonnen met 1-0. Het winnende doelpunt werd gemaakt door Batshuayi. In de tweede wedstrijd moest België het tegen Marokko opnemen waarvan ze met 0-2 verloren. Voor een plaats in de achtste finales moest België zijn derde wedstrijd tegen vice-wereldkampioen Kroatië winnen. De derde wedstrijd tegen Kroatië eindigde echter in een zoutloos gelijkspel met 0-0. België bereikte in groep F de derde plaats met vier punten (en slechts één doelpunt in drie wedstrijden) waardoor het in de groepsfase uitgeschakeld werd. België wist hiermee voor het eerst sinds het WK 1998 de groepsfase van een WK niet te overleven. Martínez maakte direct na de laatste groepswedstrijd bekend te vertrekken als bondscoach.

### Staf
| Naam                | Functie        |
| ------------------- | -------------- |
| Technische staf     |                |
| Roberto Martínez    | Bondscoach     |
| Thomas Vermaelen    | Assistent T2   |
| Thierry Henry       | Assistent T3   |
| Erwin Lemmens       | Keeperstrainer |
| Iñaki Bergara       | Keeperstrainer |
| Richard Evans       | Fitnesscoach   |
| Quentin Govaert     | Analist        |
| Mousa El Habchi     | Analist        |
| Piet Erauw          | Teammanager    |
| Medische staf       |                |
| Kris Van Crombrugge | Teamdokter     |
| Geert Declercq      | Teamdokter     |
| Lieven Maesschalck  | Kinesist       |
| Bert Driesen        | Kinesist       |
| Dimitri Lowette     | Kinesist       |
| Bernard Vandevelde  | Fysiotherapeut |
| Geert Neyrinck      | Fysiotherapeut |
| Dirk Nachtergaele   | Masseur        |
| Johan Demecheleer   | Masseur        |

### Selectie en statistieken
Op 10 november 2022 werd een 26-koppige selectie bekendgemaakt. Zeno Debast was met 19 jaar de jongste speler in de selectie, Jan Vertonghen en Dries Mertens waren met 35 jaar de oudste spelers in de selectie. Vertonghen was voorafgaand aan het eindtoernooi de meest ervaren international van de selectie en Romelu Lukaku had van de selectie de meeste interlanddoelpunten gemaakt voorafgaand aan het wereldkampioenschap. Arthur Theate, Wout Faes, Amadou Onana, Charles De Ketelaere, Loïs Openda en Zeno Debast waren de enige spelers uit de selectie die nog nooit eerder actief waren op een groot eindtoernooi.
| Nr. | Naam                 | Geboortedatum | GW |   |   |   |   |   |   | Club                   | Positie(s) |
| --- | -------------------- | ------------- | -- | - | - | - | - | - | - | ---------------------- | ---------- |
| 1   | Thibaut Courtois     | 11-05-1992    | 3  | 0 | 0 | 0 | 0 | 0 | 0 | Real Madrid            | GK         |
| 2   | Toby Alderweireld    | 02-03-1989    | 3  | 0 | 0 | 0 | 0 | 0 | 0 | Antwerp FC             | RB, CB     |
| 3   | Arthur Theate        | 25-05-2000    | 0  | 0 | 0 | 0 | 0 | 0 | 0 | Stade Rennes           | CB         |
| 4   | Wout Faes            | 03-04-1998    | 0  | 0 | 0 | 0 | 0 | 0 | 0 | Leicester City         | CB         |
| 5   | Jan Vertonghen       | 24-04-1987    | 3  | 0 | 0 | 0 | 0 | 0 | 0 | RSC Anderlecht         | LB, CB     |
| 6   | Axel Witsel          | 12-01-1989    | 3  | 0 | 0 | 0 | 0 | 0 | 0 | Atlético Madrid        | DM         |
| 7   | Kevin De Bruyne      | 28-06-1991    | 3  | 0 | 0 | 0 | 0 | 0 | 0 | Manchester City        | AM, CM     |
| 8   | Youri Tielemans      | 07-05-1997    | 3  | 0 | 0 | 0 | 0 | 2 | 1 | Leicester City         | AM, CM     |
| 9   | Romelu Lukaku        | 13-05-1993    | 2  | 0 | 0 | 0 | 0 | 2 | 0 | Internazionale         | CF         |
| 10  | Eden Hazard          | 07-01-1991    | 3  | 0 | 0 | 0 | 0 | 1 | 2 | Real Madrid            | LW, AM     |
| 11  | Yannick Carrasco     | 04-09-1993    | 2  | 0 | 1 | 0 | 0 | 0 | 2 | Atlético Madrid        | LW, AM     |
| 12  | Simon Mignolet       | 06-03-1988    | 0  | 0 | 0 | 0 | 0 | 0 | 0 | Club Brugge            | GK         |
| 13  | Koen Casteels        | 25-06-1992    | 0  | 0 | 0 | 0 | 0 | 0 | 0 | VfL Wolfsburg          | GK         |
| 14  | Dries Mertens        | 06-05-1987    | 2  | 0 | 0 | 0 | 0 | 1 | 1 | Galatasaray SK         | LW, RW     |
| 15  | Thomas Meunier       | 12-09-1991    | 3  | 0 | 1 | 0 | 0 | 1 | 2 | Borussia Dortmund      | RB, RW     |
| 16  | Thorgan Hazard       | 29-03-1993    | 2  | 0 | 0 | 0 | 0 | 1 | 1 | Borussia Dortmund      | LW, AM     |
| 17  | Leandro Trossard     | 04-12-1994    | 3  | 0 | 0 | 0 | 0 | 2 | 1 | Brighton & Hove Albion | LW, RW     |
| 18  | Amadou Onana         | 16-08-2001    | 2  | 0 | 2 | 0 | 0 | 1 | 1 | Everton FC             | DM         |
| 19  | Leander Dendoncker   | 15-04-1995    | 2  | 0 | 1 | 0 | 0 | 0 | 1 | Aston Villa            | DM, CB     |
| 20  | Hans Vanaken         | 24-08-1992    | 0  | 0 | 0 | 0 | 0 | 0 | 0 | Club Brugge            | AM, CM     |
| 21  | Timothy Castagne     | 05-12-1995    | 3  | 0 | 0 | 0 | 0 | 0 | 0 | Leicester City         | RB, RW     |
| 22  | Charles De Ketelaere | 10-03-2001    | 1  | 0 | 0 | 0 | 0 | 1 | 0 | AC Milan               | AM         |
| 23  | Michy Batshuayi      | 02-10-1993    | 2  | 1 | 0 | 0 | 0 | 0 | 2 | Fenerbahçe SK          | CF         |
| 24  | Loïs Openda          | 16-02-2000    | 1  | 0 | 0 | 0 | 0 | 1 | 0 | RC Lens                | CF         |
| 25  | Jérémy Doku          | 27-05-2002    | 1  | 0 | 0 | 0 | 0 | 1 | 0 | Stade Rennes           | LW, RW     |
| 26  | Zeno Debast          | 24-10-2003    | 0  | 0 | 0 | 0 | 0 | 0 | 0 | RSC Anderlecht         | CB         |

### Stand groep F
| Pos | Team    | Wed | W | G | V | Ptn | DV | DT | +/− | Kwalificatie               |
| --- | ------- | --- | - | - | - | --- | -- | -- | --- | -------------------------- |
| 1   | Marokko | 3   | 2 | 1 | 0 | 7   | 4  | 1  | +3  | Door naar de knock-outfase |
| 2   | Kroatië | 3   | 1 | 2 | 0 | 5   | 4  | 1  | +3  | Door naar de knock-outfase |
| 3   | België  | 3   | 1 | 1 | 1 | 4   | 1  | 2  | −1  |                            |
| 4   | Canada  | 3   | 0 | 0 | 3 | 0   | 2  | 7  | −5  |                            |

### Wedstrijden

#### Groepsfase
|                              |               |       |        |                                                                                    |
| 23 november 2022 22:00 UTC+3 | België        | 1 – 0 | Canada | Ahmed bin Alistadion, Ar Rayyan Toeschouwers: 40.432 Scheidsrechter: Janny Sikazwe |
| 23 november 2022 22:00 UTC+3 | Batshuayi 44' |       |        | Ahmed bin Alistadion, Ar Rayyan Toeschouwers: 40.432 Scheidsrechter: Janny Sikazwe |

|                              |        |                            |         |                                                                                 |
| 27 november 2022 16:00 UTC+3 | België | 0 – 2                      | Marokko | Al Thumamastadion, Doha Toeschouwers: 43.738 Scheidsrechter: César Arturo Ramos |
| 27 november 2022 16:00 UTC+3 |        | 73' Sabiri 90+2' Aboukhlal |         | Al Thumamastadion, Doha Toeschouwers: 43.738 Scheidsrechter: César Arturo Ramos |

|                             |         |       |        |                                                                                     |
| 1 december 2022 18:00 UTC+3 | Kroatië | 0 – 0 | België | Ahmed bin Alistadion, Ar Rayyan Toeschouwers: 43.984 Scheidsrechter: Anthony Taylor |
| 1 december 2022 18:00 UTC+3 |         |       |        | Ahmed bin Alistadion, Ar Rayyan Toeschouwers: 43.984 Scheidsrechter: Anthony Taylor |

KBVB · A-internationals · Selecties · Statistieken · Bondscoaches · Belgisch vrouwenelftal · Olympisch elftal · België U21 · België U20 · België U19 · België U18 · België U17 · België U16 · Vrouwen U19 · Vrouwen U17
Albanië ·
Algerije ·
Andorra ·
Argentinië ·
Armenië ·
Australië ·
Azerbeidzjan ·
Bosnië en Herzegovina · 
Brazilië ·
Bulgarije ·
Burkina Faso ·
Canada ·
Chili ·
Colombia ·
Costa Rica ·
Cyprus ·
DDR ·
Denemarken ·
Duitsland ·
Egypte ·
El Salvador ·
Engeland ·
Estland ·
Faeröer ·
Finland ·
Frankrijk ·
Gabon ·
Gibraltar ·
Griekenland ·
Hongarije ·
Ierland ·
IJsland ·
Irak ·
Israël ·
Italië ·
Ivoorkust ·
Japan ·
Joegoslavië ·
Kazachstan ·
Kroatië · 
Letland ·
Litouwen ·
Luxemburg ·
Malta ·
Marokko ·
Mexico ·
Montenegro · 
Nederland ·
Noord-Ierland ·
Noord-Macedonië ·
Noorwegen ·
Oekraïne ·
Oostenrijk ·
Panama · 
Paraguay ·
Peru ·
Polen ·
Portugal ·
Qatar ·
Roemenië ·
Rusland ·
San Marino ·
Saoedi-Arabië ·
Schotland ·
Servië ·
Servië en Montenegro ·
Slovenië ·
Slowakije ·
Sovjet-Unie ·
Spanje ·
Tsjechië ·
Tsjecho-Slowakije ·
Tunesië · 
Turkije · 
Uruguay · 
Verenigde Staten · 
Wales · 
Wit-Rusland ·
Zambia · 
Zuid-Korea · 
Zweden · 
Zwitserland
Algerije (2014) ·
Argentinië (2014) · 
Brazilië (2018) · 
Canada (2022) · 
Denemarken (2021) · 
Engeland (2018, 1) · 
Engeland (2018, 2) · 
Finland (2021) · 
Frankrijk (1904) ·
Frankrijk (2018) · 
Ierland (2016) · 
Italië (2016) · 
Italië (2021) · 
Japan (2018) · 
Kroatië (2022) · 
Marokko (2022) · 
Nederland (1985) · 
Panama (2018) ·
Polen (1982) · 
Portugal (2021) · 
Rusland (2014) · 
Rusland (2021) · 
Sovjet-Unie (1982) · 
Tunesië (2018) · 
Verenigde Staten (2014) ·
West-Duitsland (1980) · 
Zuid-Korea (2014)
1 Courtois ·
2 Alderweireld ·
3 Theate ·
4 Faes ·
5 Vertonghen ·
6 Witsel ·
7 De Bruyne ·
8 Tielemans ·
9 Lukaku ·
10 E. Hazard  ·
11 Carrasco ·
12 Mignolet ·
13 Casteels ·
14 Mertens ·
15 Meunier ·
16 T. Hazard ·
17 Trossard ·
18 Onana ·
19 Dendoncker ·
20 Vanaken ·
21 Castagne ·
22 De Ketelaere ·
23 Batshuayi ·
24 Openda ·
25 Doku ·
26 Debast ·
Coach: Martínez